# ألبرتينوم
ألبرتينوم (بالألمانية: albɛʁˈtiːnʊm)، وهو متحف للفن الحديث. يقع مبنى عصر النهضة الجديد المكسو بالحجر الرملي في شرفة برول في المركز التاريخي لمدينة درسدن، ألمانيا. سميت باسم الملك ألبرت من ساكسونيا. يستضيف الألبرتينوم معرض «الماجستير الجديد» ومجموعة النحت من مجموعات فنون ولاية دريسدن. يعرض المتحف كلاً من اللوحات والمنحوتات من الرومانسية حتى الوقت الحاضر، وتغطي فترة حوالي 200 عام.

## تاريخه
تم بناء ألبرتينوم بين عامي 1884 و1887 من خلال توسيع مستودع أسلحة سابق، أو ترسانة، تم بناؤها بين عامي 1559 و1563 في نفس الموقع. تم تصميم المبنى الجديد من قبل الباني الإقليمي كارل أدولف كانزلر على طراز عصر النهضة لإيواء «مجموعة المنحوتات العتيقة والحديثة» الملكية. سمي المبنى باسم الملك السكسوني ألبرت الذي حكم في ذلك الوقت. في عام 1889، تم نقل مجموعة النحت وظلت هناك منذ ذلك الحين.